# Mesedeh
Mesedeh (persiska: بالا مِسِدِه, سَنگوارس, Bālā Mesedeh, مسده) är en ort i Iran.   Den ligger i provinsen Mazandaran, i den norra delen av landet, 110 km norr om huvudstaden Teheran. Antalet invånare är 841.
Terrängen runt Mesedeh är varierad. Runt Mesedeh är det ganska tätbefolkat, med 80 invånare per kvadratkilometer. Närmaste större samhälle är Chālūs, 9,5 km öster om Mesedeh. Trakten runt Mesedeh består till största delen av jordbruksmark.